# 2015-ös északisí-világbajnokság
A 40. északisí-világbajnokságot a svédországi Falunban rendezték 2015. február 18. és március 1. között. A helyszín negyedik alkalommal adott otthont az eseménynek.

## A magyar sportolók eredményei

### Férfi
Selejtező
| Versenyző           | Versenyszám   | Idő     | Helyezés |
| ------------------- | ------------- | ------- | -------- |
| Bánszki Bence       | Egyéni sprint | 4:02,82 | 102.     |
| Csúcs András Klausz | Egyéni sprint | 4:03,60 | 103.*    |
| Gombos Károly       | Egyéni sprint | 4:08,19 | 105.     |
| Gond Balázs         | 10 km         | 27:55,7 | 40.      |
| Kelemen Péter       | Középsánc     | 34,7    | 59.      |
| Kónya Ádám          | 10 km         | 24:28,2 | 3.       |
| Lagler Kristóf      | 10 km         | 26:46,8 | 28.      |
| Pálfy Márton        | Egyéni sprint | 4:12,50 | 109.     |
| Tagscherer Imre     | 10 km         | 26:13,8 | 18.      |

* - egy másik versenyzővel azonos eredményt ért el
A 15 km-es férfi sífutás selejtezője 10 km volt.
Verseny
| Versenyző                | Versenyszám  | Idő      | Helyezés |
| ------------------------ | ------------ | -------- | -------- |
| Kónya Ádám               | 15 km        | 41:34,0  | 81.      |
| Gombos Károly Kónya Ádám | Csapatsprint | 17:44,03 | 26.      |

### Női
Selejtező
| Versenyző            | Versenyszám   | Idő     | Helyezés |
| -------------------- | ------------- | ------- | -------- |
| Bertóti Regina       | 5 km          | 16:16,0 | 19.      |
| Csúcs-Fenyvesi Laura | 5 km          | 16:06,8 | 15.      |
| Juhász Fanni         | Egyéni sprint | 5:29,56 | 82.      |
| Papp Ildikó          | 5 km          | 15:12,9 | 7.       |
| Papp Ildikó          | Egyéni sprint | 4:45,42 | 66.      |
| Simon Ágnes          | 5 km          | 15:59,3 | 14.      |
| Simon Ágnes          | Egyéni sprint | 5:00,27 | 70.      |
| Zámbó Viktória       | Egyéni sprint | 5:26,77 | 80.      |
| Vörös Virág          | Középsánc     | 30,6    | 34.      |

A 10 km-es női sífutás selejtezője 5 km volt.
Verseny
| Versenyző               | Versenyszám  | Idő      | Helyezés |
| ----------------------- | ------------ | -------- | -------- |
| Szőcs Emőke             | 10 km        | 30:58,3  | 62.      |
| Szőcs Emőke Papp Ildikó | Csapatsprint | 17:28,69 | 19.      |

## Eredmények
Összesen 21 versenyszámot rendeztek. A feltüntetett időpontok helyi idő szerint értendőek.

### Sífutás

#### Férfiak
| Versenyszám                                | Arany                                                                         | Arany      | Ezüst                                                                               | Ezüst      | Bronz                                                                                          | Bronz      |
| ------------------------------------------ | ----------------------------------------------------------------------------- | ---------- | ----------------------------------------------------------------------------------- | ---------- | ---------------------------------------------------------------------------------------------- | ---------- |
| 15 km klasszikus stílus február 25., 13:30 | Johan Olsson · Svédország                                                     | 35:01,6    | Maurice Manificat · Franciaország                                                   | 35:19,4    | Anders Gløersen · Norvégia                                                                     | 35:20,8    |
| 30 km üldözőverseny február 21., 14:30     | Makszim Vilegzsanyin · Oroszország                                            | 1:16:25,9  | Dario Cologna · Svájc                                                               | 1:16:26,3  | Alex Harvey · Kanada                                                                           | 1:16:27,5  |
| 50 km szabad stílus március 1., 13:30      | Petter Northug · Norvégia                                                     | 2:26:02,1  | Lukáš Bauer · Csehország                                                            | 2:26:03,8  | Johan Olsson · Svédország                                                                      | 2:26:04,1  |
| 4 × 10 km-es váltó február 27., 13:30      | Norvégia · Niklas Dyrhaug · Didrik Tønseth · Anders Gløersen · Petter Northug | 1:34:18,52 | Svédország · Daniel Richardsson · Johan Olsson · Marcus Hellner · Calle Halfvarsson | 1:34:19,12 | Franciaország · Jean-Marc Gaillard · Maurice Manificat · Robin Duvillard · Adrien Backscheider | 1:34:27,48 |
| Egyéni sprint február 19., 15:15           | Petter Northug · Norvégia                                                     | 3:02,35    | Alex Harvey · Kanada                                                                | 3:02,40    | Ola Vigen Hattestad · Norvégia                                                                 | 3:02,70    |
| Csapatsprint február 22., 14:30            | Norvégia · Finn Hågen Krogh · Petter Northug                                  | 15:32,89   | Oroszország · Alekszej Petuhov · Nyikita Krjukov                                    | 15:38,53   | Olaszország · Dietmar Nöckler · Federico Pellegrino                                            | 15:38,62   |

#### Nők
| Versenyszám                                | Arany                                                                               | Arany     | Ezüst                                                                         | Ezüst     | Bronz                                                                                         | Bronz     |
| ------------------------------------------ | ----------------------------------------------------------------------------------- | --------- | ----------------------------------------------------------------------------- | --------- | --------------------------------------------------------------------------------------------- | --------- |
| 10 km klasszikus stílus február 24., 13:30 | Charlotte Kalla · Svédország                                                        | 25:08,8   | Jessica Diggins · USA                                                         | 25:49,8   | Caitlin Compton Gregg · USA                                                                   | 25:55,7   |
| 15 km üldözőverseny február 21., 13:00     | Therese Johaug · Norvégia                                                           | 40:57,6   | Astrid Uhrenholdt Jacobsen · Norvégia                                         | 41:03,3   | Charlotte Kalla · Svédország                                                                  | 41:03,6   |
| 30 km szabad stílus február 28., 13:00     | Therese Johaug · Norvégia                                                           | 1:24:47,0 | Marit Bjørgen · Norvégia                                                      | 1:25:39,3 | Charlotte Kalla · Svédország                                                                  | 1:26:18,6 |
| 4 × 5 km-es váltó február 26., 13:30       | Norvégia · Heidi Weng · Therese Johaug · Astrid Uhrenholdt Jacobsen · Marit Bjørgen | 49:04,73  | Svédország · Sofia Bleckur · Charlotte Kalla · Maria Rydqvist · Stina Nilsson | 49:33,99  | Finnország · Aino-Kaisa Saarinen · Kerttu Niskanen · Riitta-Liisa Roponen · Krista Pärmäkoski | 49:35,60  |
| Egyéni sprint február 19., 15:15           | Marit Bjørgen · Norvégia                                                            | 3:26,63   | Stina Nilsson · Svédország                                                    | 3:27,05   | Maiken Caspersen Falla · Norvégia                                                             | 3:27,62   |
| Csapatsprint február 22., 14:30            | Norvégia · Ingvild Flugstad Østberg · Maiken Caspersen Falla                        | 14:29,57  | Svédország · Ida Ingemarsdotter · Stina Nilsson                               | 14:37,74  | Lengyelország · Justyna Kowalczyk · Sylwia Jaśkowiec                                          | 14:38,05  |

### Síugrás

#### Férfiak
| Versenyszám                                | Arany                                                                     | Arany | Ezüst                                                                                | Ezüst | Bronz                                                                   | Bronz |
| ------------------------------------------ | ------------------------------------------------------------------------- | ----- | ------------------------------------------------------------------------------------ | ----- | ----------------------------------------------------------------------- | ----- |
| Középsánc február 21., 16:30               | Rune Velta · Norvégia                                                     | 252,7 | Severin Freund · Németország                                                         | 252,3 | Stefan Kraft · Ausztria                                                 | 248,3 |
| Nagysánc február 26., 17:00                | Severin Freund · Németország                                              | 268,7 | Gregor Schlierenzauer · Ausztria                                                     | 246,4 | Rune Velta · Norvégia                                                   | 242,9 |
| Csapatverseny, nagysánc február 28., 17:00 | Norvégia · Anders Bardal · Anders Jacobsen · Anders Fannemel · Rune Velta | 872,6 | Ausztria · Stefan Kraft · Michael Hayböck · Manuel Poppinger · Gregor Schlierenzauer | 853,2 | Lengyelország · Piotr Żyła · Klemens Murańka · Jan Ziobro · Kamil Stoch | 848,1 |

#### Nők
| Versenyszám                  | Arany                     | Arany | Ezüst            | Ezüst | Bronz                             | Bronz |
| ---------------------------- | ------------------------- | ----- | ---------------- | ----- | --------------------------------- | ----- |
| Középsánc február 20., 17:00 | Carina Vogt · Németország | 236,9 | Ito Juki · Japán | 235,1 | Daniela Iraschko-Stolz · Ausztria | 233,8 |

#### Vegyes
| Versenyszám                                 | Arany                                                                            | Arany | Ezüst                                                            | Ezüst | Bronz                                                              | Bronz |
| ------------------------------------------- | -------------------------------------------------------------------------------- | ----- | ---------------------------------------------------------------- | ----- | ------------------------------------------------------------------ | ----- |
| Csapatverseny, középsánc február 22., 17:00 | Németország · Carina Vogt · Richard Freitag · Katharina Althaus · Severin Freund | 917,9 | Norvégia · Line Jahr · Anders Bardal · Maren Lundby · Rune Velta | 915,6 | Japán · Takanasi Szara · Kaszai Noriaki · Ito Juki · Takeucsi Taku | 888,3 |

### Északi összetett
| Versenyszám                                                   | Arany                                                                        | Arany   | Ezüst                                                                      | Ezüst   | Bronz                                                                                      | Bronz   |
| ------------------------------------------------------------- | ---------------------------------------------------------------------------- | ------- | -------------------------------------------------------------------------- | ------- | ------------------------------------------------------------------------------------------ | ------- |
| Középsánc + 10 km február 20., 10:00, 16:00                   | Johannes Rydzek · Németország                                                | 26:38,9 | Alessandro Pittin · Olaszország                                            | 26:40,2 | Jason Lamy-Chappuis · Franciaország                                                        | 26:43,9 |
| Nagysánc + 10 km február 26., 10:00, 15:15                    | Bernhard Gruber · Ausztria                                                   | 22:45,8 | François Braud · Franciaország                                             | 22:57,7 | Johannes Rydzek · Németország                                                              | 23:00,7 |
| Csapatverseny, középsánc + 4 × 5 km február 22., 10:00, 16:00 | Németország · Tino Edelmann · Eric Frenzel · Fabian Rießle · Johannes Rydzek | 44:20,7 | Norvégia · Magnus Moan · Håvard Klemetsen · Mikko Kokslien · Jørgen Gråbak | 44:43,8 | Franciaország · François Braud · Maxime Laheurte · Sébastien Lacroix · Jason Lamy-Chappuis | 45:00,3 |
| Csapatsprint, nagysánc + 2 × 7,5 km február 28., 10:00, 15:15 | Franciaország · François Braud · Jason Lamy-Chappuis                         | 38:31,6 | Németország · Eric Frenzel · Johannes Rydzek                               | 38:34,3 | Norvégia · Magnus Moan · Håvard Klemetsen                                                  | 38:51,0 |

## Éremtáblázat
| Helyezés | Ország        | Arany | Ezüst | Bronz | Összesen |
| -------- | ------------- | ----- | ----- | ----- | -------- |
| 1.       | Norvégia      | 11    | 4     | 5     | 20       |
| 2.       | Németország   | 5     | 2     | 1     | 8        |
| 3.       | Svédország    | 2     | 4     | 3     | 9        |
| 4.       | Franciaország | 1     | 2     | 3     | 6        |
| 5.       | Ausztria      | 1     | 2     | 2     | 5        |
| 6.       | Oroszország   | 1     | 1     | 0     | 2        |
| 7.       | Japán         | 0     | 1     | 1     | 2        |
| 7.       | Kanada        | 0     | 1     | 1     | 2        |
| 7.       | Olaszország   | 0     | 1     | 1     | 2        |
| 7.       | USA           | 0     | 1     | 1     | 2        |
| 11.      | Csehország    | 0     | 1     | 0     | 1        |
| 11.      | Svájc         | 0     | 1     | 0     | 1        |
| 13.      | Lengyelország | 0     | 0     | 2     | 2        |
| 14.      | Finnország    | 0     | 0     | 1     | 1        |
| Összesen | Összesen      | 21    | 21    | 21    | 63       |